# Massacro di Ishaqi
Il massacro di Ishaqi fu una strage compiuta dall'esercito statunitense a danno di civili iracheni nella città di Ishaqi nel marzo del 2006. I soldati statunitensi furono accusati dalla polizia irachena di aver radunato 11 civili, tra cui quattro donne e cinque bambini, e di averli giustiziati, prima di chiamare un attacco aereo sulla casa dove fu compiuto l'eccidio per cancellare le prove. Un portavoce dell'esercito statunitense affermarono che le accuse erano "probabilmente false". Le autorità statunitensi affermarono che i soldati erano stati coinvolti in uno scontro a fuoco durante un raid per catturare il leader di una cellula di al-Qaeda,  Ahmad Abdallah Muhammad Na'is al-Utaybi, mentre visitava casa sua, ma in seguito all'offensiva militare l'edificio era crollato e sotto le macerie erano stati trovati i cadaveri del presunto terrorista, di due donne e di un bambino.
Il massacro però sollevò subito interrogativi da parte degli investigatori delle Nazioni Unite, così come fu scoperto in un cablogramma rilasciato da WikiLeaks. Nel giugno 2006 le autorità statunitensi riaprirono le indagini, dopo che la BBC ottenne un video da parte di un "gruppo integralista sunnita" che mostrava le prove a supporto delle accuse mosse dalla polizia irachena. Dalle indagini emerse che i militari statunitensi aveva seguito le corrette procedure e le regole di ingaggio, e che non avevano fatto niente di sbagliato. Il governo iracheno respinse immediatamente i risultati dell'indagine statunitense, dichiarando che avrebbero continuato con le proprie investigazioni.

## Storia
Il 15 marzo 2006, alcuni soldati dell'esercito statunitense fecero irruzione in una casa, di proprietà di Faiz Harat Khalaf. L'azione si svolse a dieci chilometri da Badgdad, nell'area di Abu Sifa della città di Ishaqi. Il raid aveva come obiettivo la cattura di un agente dell'organizzazione terroristica al-Qaeda, ritenuto presente nell'abitazione. I soldati si avvicinarono alla casa intorno alle 2:30 di notte, e poco dopo scoppiò uno scontro a fuoco fra le truppe e un uomo armato sconosciuto presente all'interno della casa. I militari statunitensi erano supportati da un elicottero d'attacco, che forniva fuoco di copertura sopra la casa.
Matthew Schofield del Knight Ridder, che descrisse l'accaduto in un articolo, riportò che le vittime furono in tutto 11, tra cui 5 bambini, 4 donne e 2 uomini. Qualche tempo dopo però, diverse fonti cominciarono a riportare una versione dei fatti diversa, secondo la quale i militari statunitensi avrebbero radunato gli abitanti della casa in una stanza e li avrebbero giustiziati uno per uno, chiamando poi un attacco aereo sopra l'edificio per coprire le prove. A sostegno di questa versione vi furono numerose fonti: un rapporto della polizia irachena, presentato dal colonnello Fadhil Muhammed Khalaf, il vice capo aggiunto del Joint Coordination Center, affermava che: "le forze americane riunirono i membri della famiglia in una stanza e giustiziarono undici persone, tra cui cinque bambini, quattro donne e due uomini, dopo di che bombardarono la casa, bruciarono tre veicoli e uccisero i loro animali." Giornalisti del Knight Ridder Newspapers e Times intervistarono il fratello del padrone di casa,  Ibraheem Hirat Khalaf, che dichiarò di aver assistito all'assalto da casa sua, poco distante. Nella sua testimonianza riportò che si avvicinò di nascosto alla casa del fratello, sentendo spari e le grida di donne e bambini. Dopo di che calò il silenzio, e i militari usarono sei missili da alcuni elicotteri per distruggere la casa mentre andavano via; cercando fra le macerie, trovò il corpo della madre Turkiya, il cui volto era irriconoscibile. Dichiarò che "doveva essere stata colpita da proiettili dumdum".
Un comandante della polizia locale, il tenente colonnello Farooq Hussain, dichiarò che le autopsie condotte sui corpi nell'ospedale di Tikrit "rivelavano che tutte le vittime avevano ferite da arma da fuoco alla testa, e che tutti erano stati ammannettati. I corpi, trovati con le mani legate, erano stati trovati riuniti in una sola stanza prima che la casa fosse distrutta. La polizia dichiarò di aver anche trovato cartucce statunitensi usate nelle macerie. Un altro vicino di casa Hassan Kurdi Mahassen, fu svegliato dal suono degli elicotteri e vide i soldati entrare nella casa, dopo aver quasi distrutto alcuni muri sotto il pesante fuoco. Mahassen dichiarò che una volta che i soldati lasciarono l'edificio (dopo aver apparentemente lanciato all'interno alcune granate per far crollare la casa) gli abitanti dell'area cominciarono a scavare fra le macerie, e trovarono tutti gli abitanti della casa seppelliti in una sola stanza. Li trovarono tutti bendati e con le mani legate, alcune facce completamente sfigurate, e molto sangue sulle pareti e sul pavimento. Alcuni filmati trasmessi da un'emittente locale mostarrono i corpi in un obitorio di Tikrit, cinque bambini, due uomini e quattro donne. Le loro ferite non erano chiare, ma un lattante aveva uno squarcio sulla testa. Il fotografo di Associated Press, presente sulla scena, scattò alcune foto alle vittime.

## Vittime
- Turkiya Muhammed Ali, 75 anni
- Faiza Harat Khalaf, 30 anni
- Faiz Harat Khalaf, 28 anni
- Um Ahmad, 23 anni
- Sumaya Abdulrazak, 22 anni
- Aziz Khalil Jarmoot, 22 anni
- Hawra Harat Khalaf, 5 anni
- Asma Yousef Maruf, 5 anni
- Osama Yousef Maruf, 3 anni
- Aisha Harat Khalaf, 3 anni
- Husam Harat Khalaf, 6 mesi